# Prihradzany
Prihradzany – wieś (obec) na Słowacji położona w kraju bańskobystrzyckim, w powiecie Revúca. Pierwsze wzmianki o miejscowości pochodzą z roku 1262.
Według danych z dnia 31 grudnia 2012, wieś zamieszkiwało 86 osób, w tym 44 kobiety i 42 mężczyzn.
W 2001 roku pod względem narodowości i przynależności etnicznej zamieszkiwali wyłącznie Słowacy.
Ze względu na wyznawaną religię struktura mieszkańców kształtowała się w 2001 roku następująco:
- Katolicy rzymscy – 23,81%
- Grekokatolicy – 1,19%
- Ewangelicy – 55,95%
- Ateiści – 19,05%